# L’île rouge
L’île rouge (internationaler Titel: Red Island) ist ein belgisch-französischer Spielfilm von Robin Campillo aus dem Jahr 2023. Im Mittelpunkt des semi-autobiografischen Dramas steht ein heranwachsender Junge (dargestellt von Charlie Vauselle), der in den 1970er-Jahren auf einem französischen Militärstützpunkt im Indischen Ozean aufwächst.

## Handlung
Madagaskar, Anfang der 1970er-Jahre: Einige wenige Streitkräfte leben mit ihren Familien auf Ivato, einem der letzten französischen Militärstützpunkte im Ausland, einem Relikt des untergehenden französischen Kolonialreichs. Unter ihnen befindet sich auch der 10-jährige Thomas, der für die Comicbuchheldin Fantômette schwärmt. Neugierig erkundet er seine Umgebung, die von Virilität geprägt ist. Thomas kommt mit Sinnlichkeit, aber auch mit Gewalt in Kontakt, insbesondere durch seine Mutter Colette. Als er sich eines Nachts als Fantômette verkleidet und allein auf der Militärbasis umherwandert, muss sich das sorglose Kind einer neuen Realität stellen. Thomas lernt die andere Seite des kolonialen Kontexts kennen zwischen Weißen und Schwarzen, Kindern und Erwachsenen, Realität und Fiktion. Fortan versucht Thomas als Vermittler zwischen den beiden Welten zu fungieren.

## Entstehungsgeschichte

### Drehbuch und biografischer Hintergrund

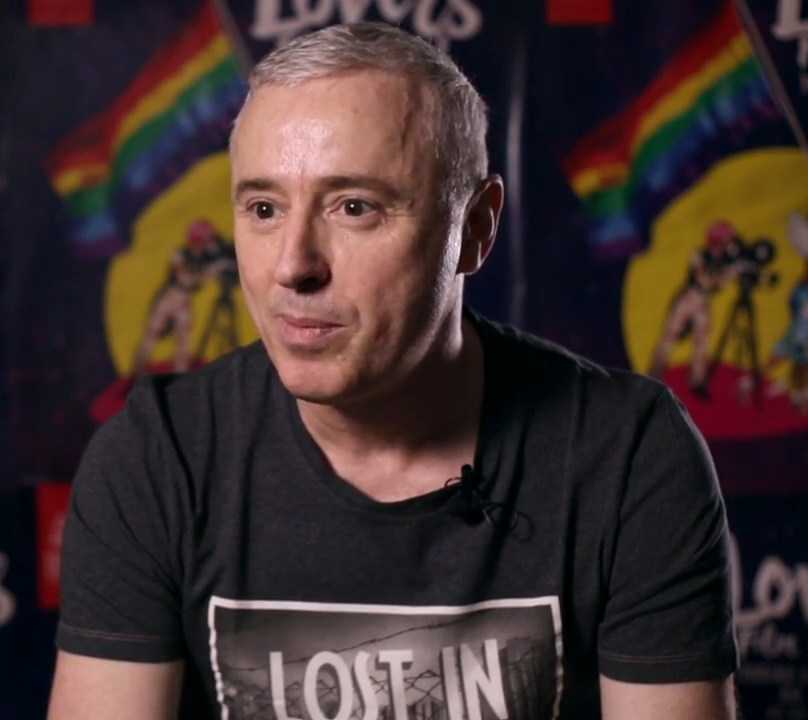
Robin Campillo (2018)

L’île rouge (Arbeitstitel: Vazaha, Les blancs, dt. „Die Weißen“ bzw. École de l’air, dt. etwa „Flugschule“) ist der vierte Spielfilm des französischen Filmemachers Robin Campillo und die erste Kinoarbeit seit seinem preisgekrönten Werk 120 BPM (2017). Für das Drehbuch tat er sich erneut mit Gilles Marchand zusammen, mit dem er das Skript zu seinem Film Eastern Boys – Endstation Paris (2013) verfasst hatte. L’île rouge wurde als bis dahin persönlichstes Projekt Campillos angepriesen und ist autobiografisch geprägt – sein Vater Marcel war Leutnant der französischen Luftwaffe und er begleitete ihn mit seiner Mutter Simone bei Auslandsaufenthalten in die ehemaligen französischen Kolonien. So auch für drei Jahre nach Madagaskar, wo Campillos Familie auf der Militärbasis Ivato lebte und diese nicht verlassen durfte. Jeden Dienstagabend fanden zur Unterhaltung des Militärpersonals Filmvorführungen statt, in die sich der junge Campillo nach dem Schulunterricht heimlich hineinschlich, nur um den Ton mitanzuhören. Erst am nächsten Tag konnte er in Erfahrung bringen, um was für einen Film es sich handelte. Als einen der prägendsten Filme in dieser Zeit bezeichnete er Jean-Luc Godards Science-Fiction-Film Lemmy Caution gegen Alpha 60 (1965), den er als 10-Jähriger auf Madagaskar sah. Zwar wurde der Film von den Soldaten ausgebuht, war aber der Beginn seiner Liebe zur französischen Nouvelle Vague und besonders zu Godard und Éric Rohmer. Eigenen Angaben zufolge fasste Campillo bereits im Alter von sechs Jahren den Entschluss, Filmemacher zu werden.

### Dreharbeiten und Produktion
Für das Projekt tat sich Campillo mit seinen langjährigen Weggefährten Marie-Ange Luciani (Produktion), Jeanne Lapoirie (Kamera), Arnaud Rebotini (Filmmusik), Emmanuelle Duplay (Szenenbild) und Isabelle Pannetier (Kostüme) zusammen. Für die Hauptrollen wurden der junge Charlie Vauselle als Thomas, Quim Gutiérrez, Nadia Tereszkiewicz und Sophie Guillemin verpflichtet. Die Dreharbeiten sollten ursprünglich im Jahr 2020 auf Madagaskar beginnen. Aufgrund der COVID-19-Pandemie und eines verhängten Lockdowns wurde die Vorproduktion von L’île rouge auf der Insel unterbrochen, kurz bevor Campillo und Teile des Filmteams dem Produktionsleiter nach Madagaskar folgen sollten. Die Dreharbeiten wurden daraufhin auf August 2021 verschoben. Die Drehzeit wurde auf neun Wochen bis November 2021 festgesetzt. Drehorte waren neben Madagaskar in Frankreich Paris, Salon-de-Provence und die Region Pays de la Loire.
Der Film ist eine belgisch-französische Koproduktion, produziert von Marie-Ange Luciani für Les Films de Pierre. Als Koproduzenten traten France 3 Cinéma, Memento Films Production und die belgische Scope Pictures in Erscheinung. Im Vorfeld sicherten sich France 3, Canal+ und Ciné+ Übertragungsrechte. Gefördert wurde L’île rouge vom Centre national du cinéma et de l’image animée (CNC), von der Region Pays de la Loire, der Fédération Wallonie-Bruxelles, Procirep, Creative Europe, Cineventure, La Banque Postale Image, Cinecap und Cofinova. Die Produktionskosten wurden mit 7,2 Mio. Euro beziffert.

## Veröffentlichung
In Frankreich wurde L’île rouge am 31. Mai 2023 im Verleih von Memento Distribution in die Kinos gebracht. Die weltweiten Verwertungsrechte sicherte sich Playtime.
Der Film wurde im September 2023 beim 71. Internationalen Filmfestival von San Sebastián im Wettbewerb gezeigt.